# Frank Kabui
Sir Frank Kabui, né Frank Utu Ofagioro Kabui le 20 avril 1946 à Suluagwari est un homme d'État salomonais. Il est gouverneur général des Îles Salomon de 2009 à 2019.

## Biographie
Il est le premier Salomonais diplômé en droit, à l'université de Papouasie-Nouvelle-Guinée en 1975. Il exerce ensuite le droit pendant trois décennies, et est notamment nommé procureur général en 1980, avant de devenir juge à la Haute Cour des Îles Salomon,. Il est également président du Barreau de son pays.
Il est élu gouverneur général par le Parlement national le 15 juin 2009 et prend ses fonctions le 7 juillet, remplaçant Sir Nathaniel Waena. Il est réélu le 6 mai 2014.
En septembre 2011, il devient conjointement chancelier de l'université du Pacifique Sud.
En juin 2018, lors d'une allocution à la nation, il appelle ses compatriotes à ne pas accepter aux Îles Salomon la tendance internationale de dépénaliser l'homosexualité, ni d'accepter le mariage homosexuel : « Notre défi est de demeurer fermes face à cet assaut [de la part] des défenseurs des lesbiennes et des gays ». Il affirme que l'acceptation de couples homosexuels ne permettrait pas d'accroître la population.

## Décorations
- Ordre de Saint-Michel et Saint-Georges. Chevalier Grand-croix (GCMC) le 9 octobre 2009. Compagnon en 1996.
- Ordre de l'Empire britannique à titre civil. Officier[8].
- Croix des Îles Salomon.